# Filipe Albuquerque
Filipe Miguel Albuquerque (ur. 13 czerwca 1985 w Coimbrze) – portugalski kierowca wyścigowy, aktualnie startujący w mistrzostwach A1 Grand Prix.

## Życiorys

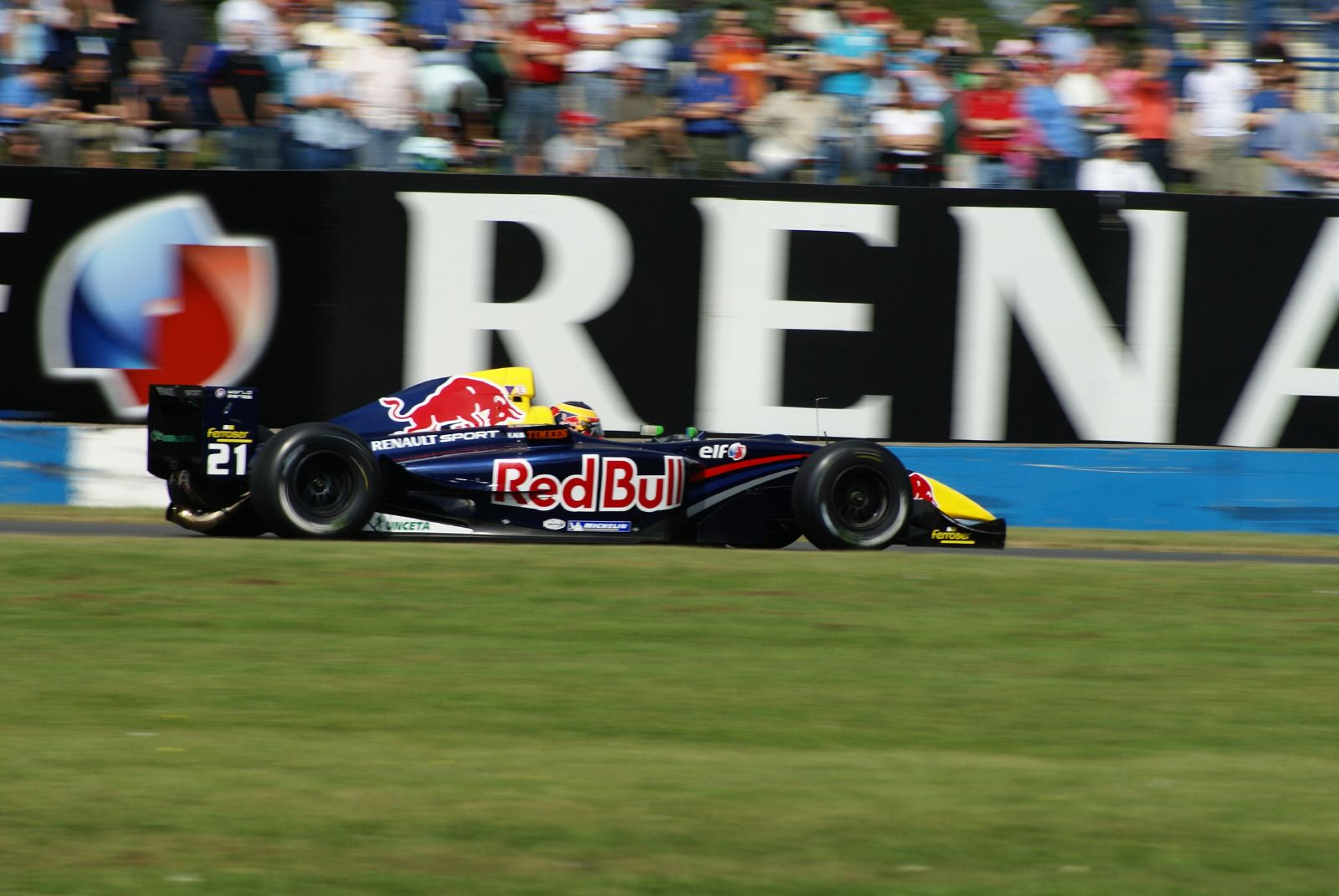
Albuquerque w bolidzie Epsilon Euskadi na torze Donington Park podczas rundy WSbR

Filipe Albuquerque rozpoczął karierę kierowcy wyścigowego od startów w kartingu w roku 1993. "Na początku w kartingu ścigałem się tylko dla zabawy, potem stawało się to coraz poważniejsze." - wspomina Albuquerque. "Jest bardzo ciężko znaleźć sponsora i prawdopodobnie gdyby nie Red Bull siedziałbym teraz i uczył się w domu." Młody Portugalczyk wywalczył w kartingu dwa mistrzostwa swojego kraju, a potem z pomocą Red Bulla dołączył do hiszpańskiej F3. Jednak szybko awansował także do Formuły Renault 2.0. "Moją karierę cały czas wspierał Red Bull i pewnego razu powiedziałem tylko, że chce wystartować tam w wyścigu na torze Zolder." Filipe okazał się najszybszym kierowcą zespołu w tym wyścigu i został zatrudniony na stałe, a przy okazji mógł zaliczyć kilka wyścigów w niemieckiej Formule Renault.
Tamten sezon Portugalczyk zakończył na szóstym miejscu w hiszpańskiej F3, piątym w Formule Renault 2.0 i trzecim w niemieckich mistrzostwach, co było najlepszym osiągnięciem debiutanta w trzech sezonach tej serii. W roku 2006 Albuquerque ścigał się w Formule Renault Eurocup i Formule Renault NEC, zostając w obu seriach mistrzem. 
Kolejny sezon to już starty w World Series by Renault z byłym zespołem Roberta Kubicy – Epsilon Euskadi. Zaliczył także kilka występów w GP2, gdzie zastępował Ernesto Viso, który uległ poważnemu wypadkowi na torze Magny-Course. Teraz jest liderem portugalskiego zespołu w A1GP.

## Wyniki

### GP2
| Legenda oznaczeń w tabelach wyników Wyświetl szablon na nowej stronie | Legenda oznaczeń w tabelach wyników Wyświetl szablon na nowej stronie                                                                     |
| Oznaczenie                                                            | Wyjaśnienie |
| --------------------------------------------------------------------- | --- |
| Złoty                                                                 | Zwycięzca lub mistrzostwo |
| Srebrny                                                               | 2. miejsce lub wicemistrzostwo |
| Brązowy                                                               | 3. miejsce lub II wicemistrzostwo |
| Zielony                                                               | Ukończył, punktował (w klasyfikacji generalnej, gdy zdobył co najmniej jeden punkt na przestrzeni sezonu, poza trzema powyższymi opcjami) |
| Niebieski                                                             | Ukończył, nie punktował (w klasyfikacji generalnej, gdy nie zdobył co najmniej jednego punktu na przestrzeni sezonu)                      |
| Czerwony                                                              | Nie zakwalifikował się (NZ) |
| Czerwony                                                              | Nie prekwalifikował się (NPK) |
| Różowy                                                                | Nie ukończył (NU) |
| Różowy                                                                | Niesklasyfikowany (NS) (w klasyfikacji generalnej, gdy nie został sklasyfikowany w żadnym wyścigu sezonu)                                 |
| Czarny                                                                | Zdyskwalifikowany (DK) |
| Czarny                                                                | Wykluczony (WYK/EX) |
| Biały                                                                 | Nie wystartował (NW) |
| Biały                                                                 | Kontuzjowany (K/INJ) |
| Biały                                                                 | Wyścig odwołany (OD/C) |
| Bez koloru                                                            | Został wycofany (WYC/WD) |
| Bez koloru                                                            | Nie przybył (NP/DNA) |
| Bez koloru                                                            | Nie brał udziału w treningach (NT/DNP) |
| Bez koloru                                                            | Nie został zgłoszony (–) |
| Pogrubienie                                                           | Start z pole position |
| Kursywa                                                               | Najszybsze okrążenie wyścigu |
| †                                                                     | Nie ukończył, ale jego rezultat został zaliczony ze względu na przejechanie więcej niż 90% dystansu wyścigu.                              |
| *                                                                     | Sezon w trakcie |
| 1/2/3                                                                 | Punktowana pozycja w sprincie kwalifikacyjnym                                                                                             |
| Lista systemów punktacji Formuły 1                                    | |

| Rok  | Zespół              | Wyniki w poszczególnych eliminacjach | Wyniki w poszczególnych eliminacjach | Wyniki w poszczególnych eliminacjach | Wyniki w poszczególnych eliminacjach | Wyniki w poszczególnych eliminacjach | Wyniki w poszczególnych eliminacjach | Wyniki w poszczególnych eliminacjach | Wyniki w poszczególnych eliminacjach | Wyniki w poszczególnych eliminacjach | Wyniki w poszczególnych eliminacjach | Wyniki w poszczególnych eliminacjach | Wyniki w poszczególnych eliminacjach | Wyniki w poszczególnych eliminacjach | Wyniki w poszczególnych eliminacjach | Wyniki w poszczególnych eliminacjach | Wyniki w poszczególnych eliminacjach | Wyniki w poszczególnych eliminacjach | Wyniki w poszczególnych eliminacjach | Wyniki w poszczególnych eliminacjach | Wyniki w poszczególnych eliminacjach | Wyniki w poszczególnych eliminacjach | Punkty | Pozycja |
| ---- | ------------------- | ------------------------------------ | ------------------------------------ | ------------------------------------ | ------------------------------------ | ------------------------------------ | ------------------------------------ | ------------------------------------ | ------------------------------------ | ------------------------------------ | ------------------------------------ | ------------------------------------ | ------------------------------------ | ------------------------------------ | ------------------------------------ | ------------------------------------ | ------------------------------------ | ------------------------------------ | ------------------------------------ | ------------------------------------ | ------------------------------------ | ------------------------------------ | ------ | ------- |
| 2007 |                     | BHR                                  | BHR                                  | ESP                                  | ESP                                  | MON                                  | FRA                                  | FRA                                  | GBR                                  | GBR                                  | DEU                                  | DEU                                  | HUN                                  | HUN                                  | TUR                                  | TUR                                  | ITA                                  | ITA                                  | BEL                                  | BEL                                  | VAL                                  | VAL                                  | 0      | 32      |
| 2007 | Racing Engineering  | -                                    | -                                    | -                                    | -                                    | -                                    | -                                    | -                                    | 15                                   | 14                                   | -                                    | -                                    | -                                    | -                                    | -                                    | -                                    | -                                    | -                                    | -                                    | -                                    | -                                    | -                                    | 0      | 32      |
| 2007 | Arden International | -                                    | -                                    | -                                    | -                                    | -                                    | -                                    | -                                    | -                                    | -                                    | -                                    | -                                    | -                                    | -                                    | -                                    | -                                    | -                                    | -                                    | -                                    | -                                    | 10                                   | 10                                   | 0      | 32      |

### Formuła Renault 3.5
| Legenda oznaczeń w tabelach wyników Wyświetl szablon na nowej stronie | Legenda oznaczeń w tabelach wyników Wyświetl szablon na nowej stronie                                                                     |
| Oznaczenie                                                            | Wyjaśnienie |
| --------------------------------------------------------------------- | --- |
| Złoty                                                                 | Zwycięzca lub mistrzostwo |
| Srebrny                                                               | 2. miejsce lub wicemistrzostwo |
| Brązowy                                                               | 3. miejsce lub II wicemistrzostwo |
| Zielony                                                               | Ukończył, punktował (w klasyfikacji generalnej, gdy zdobył co najmniej jeden punkt na przestrzeni sezonu, poza trzema powyższymi opcjami) |
| Niebieski                                                             | Ukończył, nie punktował (w klasyfikacji generalnej, gdy nie zdobył co najmniej jednego punktu na przestrzeni sezonu)                      |
| Czerwony                                                              | Nie zakwalifikował się (NZ) |
| Czerwony                                                              | Nie prekwalifikował się (NPK) |
| Różowy                                                                | Nie ukończył (NU) |
| Różowy                                                                | Niesklasyfikowany (NS) (w klasyfikacji generalnej, gdy nie został sklasyfikowany w żadnym wyścigu sezonu)                                 |
| Czarny                                                                | Zdyskwalifikowany (DK) |
| Czarny                                                                | Wykluczony (WYK/EX) |
| Biały                                                                 | Nie wystartował (NW) |
| Biały                                                                 | Kontuzjowany (K/INJ) |
| Biały                                                                 | Wyścig odwołany (OD/C) |
| Bez koloru                                                            | Został wycofany (WYC/WD) |
| Bez koloru                                                            | Nie przybył (NP/DNA) |
| Bez koloru                                                            | Nie brał udziału w treningach (NT/DNP) |
| Bez koloru                                                            | Nie został zgłoszony (–) |
| Pogrubienie                                                           | Start z pole position |
| Kursywa                                                               | Najszybsze okrążenie wyścigu |
| †                                                                     | Nie ukończył, ale jego rezultat został zaliczony ze względu na przejechanie więcej niż 90% dystansu wyścigu.                              |
| *                                                                     | Sezon w trakcie |
| 1/2/3                                                                 | Punktowana pozycja w sprincie kwalifikacyjnym                                                                                             |
| Lista systemów punktacji Formuły 1                                    | |

| Rok  | Zespół          | Wyniki w poszczególnych eliminacjach | Wyniki w poszczególnych eliminacjach | Wyniki w poszczególnych eliminacjach | Wyniki w poszczególnych eliminacjach | Wyniki w poszczególnych eliminacjach | Wyniki w poszczególnych eliminacjach | Wyniki w poszczególnych eliminacjach | Wyniki w poszczególnych eliminacjach | Wyniki w poszczególnych eliminacjach | Wyniki w poszczególnych eliminacjach | Wyniki w poszczególnych eliminacjach | Wyniki w poszczególnych eliminacjach | Wyniki w poszczególnych eliminacjach | Wyniki w poszczególnych eliminacjach | Wyniki w poszczególnych eliminacjach | Wyniki w poszczególnych eliminacjach | Wyniki w poszczególnych eliminacjach | Punkty | Pozycja |
| ---- | --------------- | ------------------------------------ | ------------------------------------ | ------------------------------------ | ------------------------------------ | ------------------------------------ | ------------------------------------ | ------------------------------------ | ------------------------------------ | ------------------------------------ | ------------------------------------ | ------------------------------------ | ------------------------------------ | ------------------------------------ | ------------------------------------ | ------------------------------------ | ------------------------------------ | ------------------------------------ | ------ | ------- |
| 2007 | Epsilon Euskadi | ITA                                  | ITA                                  | DEU                                  | DEU                                  | MON                                  | HUN                                  | HUN                                  | BEL                                  | BEL                                  | GBR                                  | GBR                                  | FRA                                  | FRA                                  | PRT                                  | PRT                                  | ESP                                  | ESP                                  | 81     | 4       |
| 2007 | Epsilon Euskadi | 4                                    | 6                                    | 5                                    | 2                                    | 11                                   | 1                                    | 8                                    | 12                                   | 4                                    | 15                                   | 6                                    | NU                                   | 25                                   | 5                                    | 5                                    | 13                                   | 5                                    | 81     | 4       |
| 2008 | Epsilon Euskadi | ITA                                  | ITA                                  | BEL                                  | BEL                                  | MON                                  | GBR                                  | GBR                                  | HUN                                  | HUN                                  | DEU                                  | DEU                                  | FRA                                  | FRA                                  | PRT                                  | PRT                                  | ESP                                  | ESP                                  | 12     | 21      |
| 2008 | Epsilon Euskadi | -                                    | -                                    | -                                    | -                                    | -                                    | -                                    | -                                    | -                                    | -                                    | -                                    | -                                    | -                                    | -                                    | 10                                   | 9                                    | 4                                    | 9                                    | 12     | 21      |

### Podsumowanie
| Sezon   | Seria                                         | Zespół                          | Wyścigi | Zwycięstwa | PP | NO | Podium | Punkty | Pozycja |
| ------- | --------------------------------------------- | ------------------------------- | ------- | ---------- | -- | -- | ------ | ------ | ------- |
| 2005    | Niemiecka Formuła Renault                     | Motopark Oschersleben           | 14      | 4          | 6  | 5  | 8      | 273    | 3       |
| 2005    | Europejski Puchar Formuły Renault 2.0         | Motopark Academy                | 14      | 0          | 1  | 0  | 2      | 63     | 5       |
| 2005    | Hiszpańska Formuła 3                          | Racing Engineering              | 12      | 1          | 1  | 0  | 3      | 52     | 6       |
| 2006    | Europejski Puchar Formuły Renault 2.0         | Motopark Academy                | 14      | 4          | 4  | 1  | 4      | 99     | 1       |
| 2006    | Północnoeuropejski Puchar Formuły Renault 2.0 | Motopark Academy                | 14      | 4          | 2  | 1  | 10     | 312    | 1       |
| 2007    | Formuła Renault 3.5                           | Epsilon Euskadi                 | 17      | 1          | 0  | 1  | 2      | 81     | 4       |
| 2007    | Seria GP2                                     | Racing Engineering              | 4       | 0          | 0  | 0  | 0      | 0      | 32      |
| 2007    | Seria GP2                                     | Arden International             | 4       | 0          | 0  | 0  | 0      | 0      | 32      |
| 2007–08 | A1 Grand Prix                                 | A1 Team Portugal                | 8       | 0          | 0  | 0  | 3      | 59     | 11      |
| 2008    | Formuła Renault 3.5                           | Epsilon Euskadi                 | 4       | 0          | 0  | 0  | 0      | 12     | 21      |
| 2008–09 | A1 Grand Prix                                 | A1 Team Portugal                | 14      | 1          | 0  | 2  | 6      | 92     | 3       |
| 2009    | Italian GT Championship – GT3                 | Audi Sport Italia               | 2       | 1          | 0  | 0  | 2      | 34     | 18      |
| 2009    | Campionato Italiano Superstars                | Audi Sport Italia               | 2       | 0          | 0  | 0  | 2      | 30     | 13      |
| 2009    | International Superstars Series               | Audi Sport Italia               | 2       | 0          | 0  | 0  | 2      | 30     | 11      |
| 2010    | Italian GT Championship – GT3                 | Audi Sport Italia               | 14      | 2          | 1  | 1  | 9      | 144    | 2       |
| 2010    | Campionato Italiano Superstars                | Audi Sport Italia               | 2       | 1          | 0  | 0  | 1      | 20     | 15      |
| 2010    | International Superstars Series               | Audi Sport Italia               | 2       | 1          | 0  | 0  | 1      | 20     | 13      |
| 2011    | DTM                                           | Team Rosberg                    | 10      | 0          | 0  | 0  | 1      | 9      | 12      |
| 2011    | Blancpain Endurance Series – GT3 Pro Cup      | Belgian Audi Club               | 5       | 0          | 1  | 0  | 3      | 74     | 3       |
| 2011    | Italian GT Championship – GT3                 | Audi Sport Italia               | 14      | 2          | 1  | 1  | 9      | 30     | 13      |
| 2012    | DTM                                           | Team Rosberg                    | 10      | 0          | 0  | 0  | 0      | 26     | 11      |
| 2012    | Blancpain Endurance Series - GT3 Pro Cup      | Belgian Audi Club Team WRT      | 2       | 0          | 0  | 0  | 1      | 15     | 20      |
| 2013    | DTM                                           | Audi Sport Team Rosberg         | 10      | 0          | 0  | 0  | 0      | 16     | 18      |
| 2013    | Grand American Rolex Series - GT              | Audi Sport Customer Racing/ AJR | 3       | 1          | 0  | 0  | 1      | 74     | 23      |
| 2013    | International GT Open - GTS                   | Belgian Audi Club Team WRT      | 2       | 0          | 0  | 0  | 0      | 0      | NS      |
| 2013    | FIA GT Series - Pro                           | Belgian Audi Club Team WRT      | 2       | 0          | 0  | 0  | 0      | 0      | NS      |
| 2013    | Superstars GT Sprint                          | Audi MTM                        | 2       | 0          | 0  | 0  | 2      | 0      | NS      |
| 2014    | 24h Le Mans - LMP1                            | Audi Sport Team Joest           | 1       | 0          | 0  | 0  | 0      | N/A    | NS      |
| 2014    | United Sports Car Championship - GTD          | Flying Lizard Motorsports       | 2       | 0          | 0  | 0  | 0      | 54     | 42      |
| 2014    | European Le Mans Series - LMP2                | Jota Sport                      | 5       | 1          | 1  | 1  | 3      | 74     | 2       |
| 2015    | 24h Le Mans - LMP1                            | Audi Sport Team Joest           | 1       | 0          | 0  | 0  | 0      | N/A    | 7       |